# 김광희 (1620년)
김광희(金光熺, 1620.3.5~1641.7)은 조선후기 무신으로 호는 仙希(선희)이며 본관은 (신)안동(安東)이다. 시조는 삼한벽상공신(三韓壁上功臣) 태사공 김선평(金宣平)이며 그는 시조로부터 16대손이다. 고조부는 평양부서윤(平壤庶尹) 김번(金璠), 증조부는 신천군수(信川郡守) 김생해(金生海), 조부는 군기시정(軍器寺正) 김원효(金元孝)이다. 1620년 (광해군12년) 3월 5일 아버지 형조참판(刑曹參判) 김상준(金尙雋)과 어머니 김해김씨(金海金氏)사이에서 막내아들로 서울에서 태어났다.
형조판서와 한성부판윤을 지낸 죽소 김광욱(金光煜)은 큰형님이고, 이조참판을 지낸 수북 김광현(金光炫)은 그의 재종형님이다.

## 생 애
아버지 김상준이 인목대비(仁穆大妃) 폐위 사건과 1623년 인조반정 후에는 10년전 계축옥사(1613년)때 연안부원군 김제남(金悌男)을 모함한 죄로 함경도 길주(吉州)로 유배 당했을 때 어린나이에 아버지를 따라 유배지(流配地)까지 시종(侍從)하였고 그곳에서 아버지로부터 학문을 배우고 익혔다. 무예(武藝)에도 남다른 재주가 있었으며 기개(氣槪) 또한 용맹(勇猛)하였다.
1637년 1월 병자호란때 당숙 선원 김상용(金尙容)은 강화도가 함락되자 강화산성 남문루 화약더미에 불을 붙여 자분(自焚) 순절하였고, 1640년 당숙 청음 김상헌(金尙憲)은 청나라가 명나라를 공격하기 위해 요구한 출병에 반대하는 상소를 올렸다가 청나라의 거듭된 요구로 압송되어 1645년까지 심양에 억류되어 있던 때였다.
김광희는 병자호란의 국치(國恥)의 한을 풀기위해 당시 평안도 의주 백마산성에 주둔중인 의주부윤(義州府尹) 임경업(林慶業) 장군 휘하(麾下)에서 임경업 장군의 지원하에 청나라 선봉장 용골대(龍骨大,만주어이름; 타타라 잉굴다이)와 마부대(馬夫大)을 주살(誅殺)하기 위한 심양성(瀋陽城) 밀입(密入)을 계획하고 있었다. 그러나 심양성으로 접근하던중 그 비밀이 사전에 누설되었고, 이를 눈치챈 용골대가 청군 수백명을 거느리고 김광희 부대 은거지(隱居地)로 오는것을 기습작전으로 청군(淸軍) 수십명을 타살하는 전과를 올렸으나 여러번 계속된 전투에서 중과부적(衆寡不敵)으로 안타깝게도 심양성(瀋陽城) 근처에서 포로가 되었다.
이로서 심양 북관(北館)에 억류중인 당숙(當叔) 예조판서 청음(淸陰) 김상헌을 만나 후일(後日)을 의논(議論)하고자 하였으나 뜻을 이루지 못하고 임경업 장군이 봉림대군(鳳林大君)에게 보내는 밀서(密書)를 씹어 삼키며 심양 감옥에서 1641년 7월 순국(殉國)하니 약관22세였다. 사후 병조참판(兵曹參判)에 추증(追贈) 되었다. (참고 문헌:안동김씨세보, 안동김씨문헌록)

## 가족관계
- (고조부)평양서윤 증이판 김번(金璠)
- (증조부)신천군수 증좌찬성 김생해(金生海) - 성종의 아들 경명군(景明君) 이침(李忱)의 사위
- (조부)군기시정 증이판 김원효(金元孝)
- (종조부)삼가현감 증영상 김대효(金大孝)
- (종조부)돈녕부도정 증영상 김극효(金克孝) - 좌의정 임당(林塘) 정유길(鄭惟吉)의 사위
  - (부)형조참판 증좌찬성 휴암 김상준(金尙寯)
  - (당숙)우의정 증영의정 선원 김상용(金尙容)
  - (당숙)좌의정 증영의정 청음 김상헌(金尙憲)
    - (형님)한성판윤 형조판서 죽소 김광욱(金光煜)
    - (형님)진위현령 증좌찬성 김광위(金光煒)
    - (형님)돈녕부도정 증호조참판 김광소(金光炤)
    - (형님)동지중추부사 김광혼(金光焜)
    - (형님)오위 사과 증공조참의 김광련(金光煉)
      - (외아들)오위 사직 용와 김수준(金壽埈)
      - (조카)병조참의 의주부윤 청악 김수익(金壽翼)
      - (조카)돈녕부도정 김수일(金壽一) -삼촌 김광욱에게 출계(입후)
      - (조카)증이조판서 김수규(金壽奎) -김삿갓(김병연)의7대조

    - (6촌형)이조참판 대제학 수북 김광현(金光炫)
    - (6촌형)동지중추부사 증영의정 운수거사 김광찬(金光燦)
    - (6촌형)동부승지 증영의정 동림 김광혁(金光爀)